# 傑米·瓦迪
占美·理查·華迪（英語：Jamie Richard Vardy，1987年1月11日—） 是一位英格蘭職業足球員，司職前鋒或翼鋒，曾效力於英超俱樂部莱斯特城。他曾是英格蘭足球代表隊隊員。
在16歲與錫周三解約後，瓦迪在斯托克斯布里奇公園鋼鐵開始他的球員生涯，在2007年提升至一隊，在2010年加盟英格蘭北部超級聯賽俱樂部夏利法斯鎮之前效力了3個賽季。他在夏利法斯鎮的首個賽季射入26球，贏得俱樂部「年度最佳球員」獎項，然後在2011年8月在無轉會費的情況下加盟英格蘭足球議會全國聯賽俱樂部費列活特，首個賽季射入10個聯賽進球，幫助俱樂部贏得組別冠軍之餘也贏得俱樂部「年度最佳球員」獎項。
2012年5月，華迪由以100萬鎊破非職業聯賽轉會費紀錄，加盟英冠俱樂部莱斯特城，並在2014協助俱樂部贏得英冠錦標升上英超角逐。瓦迪在2015-16年賽季表現出色，在英超連續11場賽事取得入球，打破了曾效力曼聯的荷蘭前鋒范尼斯特鲁伊的紀錄，成為英超連續入球紀錄最長的球員，也令球隊於13輪賽事後排在積分榜第1位，最终夺得该赛季冠军。同時亦憑其出色的表現獲得了英格蘭國家隊領隊鶴臣的青睞入選2016年歐洲國家盃23人大名單。

## 俱樂部生涯

### 史托斯橋鋼鐵

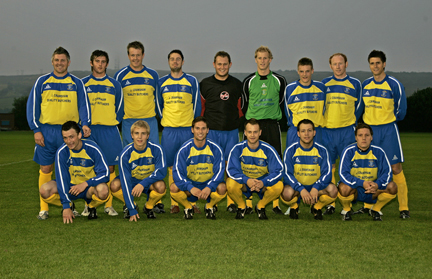
傑米·瓦迪在2007年效力史托斯橋鋼鐵期間(後排，從右數起第三個)

瓦迪在南約克郡錫菲出生，在16歲被錫周三解約後，在史托斯橋鋼鐵開始他的職業生涯。 他在預備隊上陣了一段時間，並在2007年在時任主教練Gary Marrow麾下 在俱樂部的週薪為30鎊。 隨着顯示出引人注目的表現以後，他在2009年在克鲁試訓。 由於試訓未能成功後，他隨後拒絕與罗瑟勒姆的短期合約。

### 夏利法斯鎮
在2010年6月，Neil Aspin這名欣賞瓦迪的才華很長時間的足球教練，以15000鎊將他簽到夏利法斯鎮足球會。
他在2010年8月21日主場迎戰巴克斯頓的賽事中首次為俱樂部上陣，並打進致勝的一球協助新東家以2:1擊敗對手。 瓦迪在綽號「the Shaymen」的夏利法斯的首個賽季非常成功，打進26個進球成為俱樂部最佳射手之後更被選為該賽季最佳球員。隨後他在賽季煞科戰主場3:1擊敗楠特威奇的比賽中差點上演帽子戲法，但遺憾地不能打進第三球。 他的大量進球幫助俱樂部在2010-11賽季贏得英格蘭北部超級聯賽冠軍錦標。 瓦迪在2011-12賽季為夏利法斯在開咧4場比賽打進3球。

### 費列活特鎮

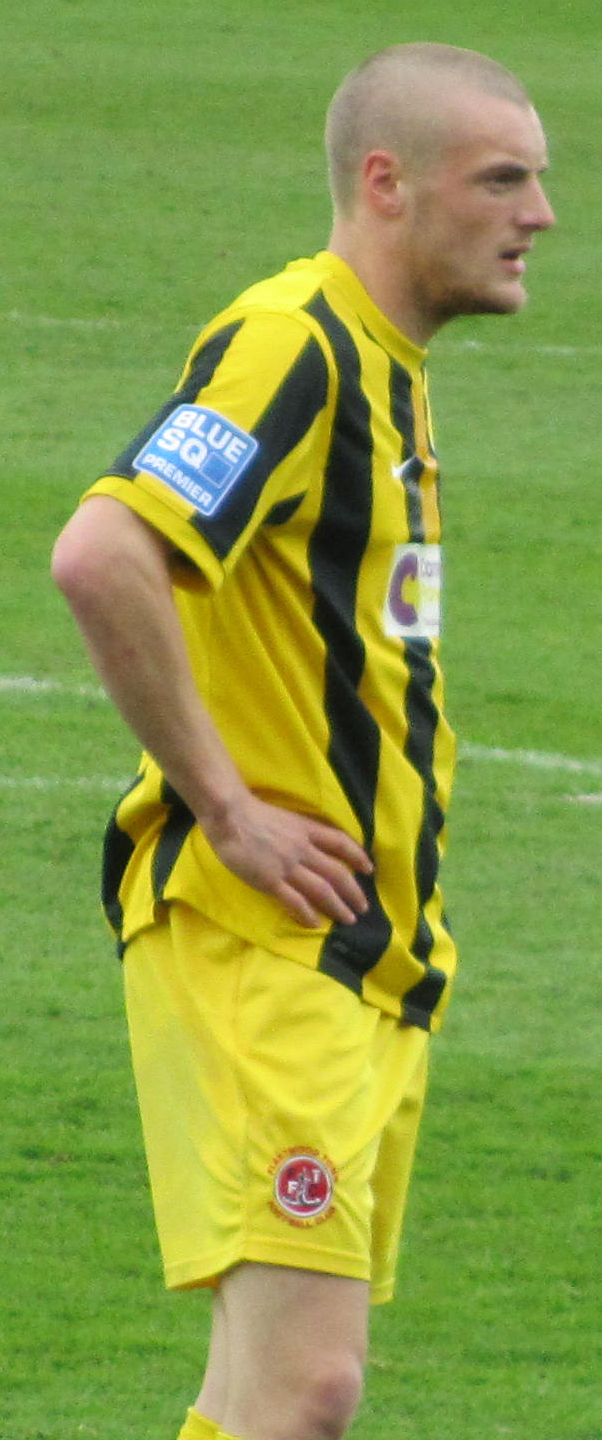
瓦迪在2012年為弗利特伍德镇效力

在加盟夏利法斯鎮一年後以及在2011-12賽季開季4場打進3球以後，瓦迪在無透露轉會費的情況下加盟到英格蘭足球議會全國聯賽俱樂部弗利特伍德镇。 在加盟的同一日在0:0戰平約克城的比賽中完成首秀。 他在第三場的比賽中為新東家打進首個進球，在9月3日作客3:2擊敗基特宁的比賽中個人梅開二度。在接下來的一個禮拜他在俱樂部主場高貝利球場對陣盖茨黑德的比賽中再次梅開二度，其中一球更在補時階段所打進。他連續三場比賽中個人梅開二度，協助俱樂部作客3:1擊敗艾贝斯费特联，但他在之後 陷入1個月的進球荒直至在10月18日作客對陣阿尔费登镇上演帽子戲法。 在同年9月20日，他在俱樂部主場5:2大勝京达米士特的比賽中被直接紅牌驅逐離場，導致俱樂部在接近一小時都以10人應戰。在他上演帽子戲法的四4天後，瓦迪在俱樂部4:1大勝贝斯城的比賽中梅開二度，這成績也導致費列活特僅以2分落後予榜首俱樂部雷克斯汉姆。
在同年11月12日足總盃第一輪賽事中，瓦迪在俱樂部主場2:0擊敗英甲俱樂部韦康比流浪者的賽事中打進第2個進球。 15天以後，他在1:1戰平盖茨黑德的比賽中打進一球，也標誌着他刷新了近6場比賽都能夠進球的紀錄，在這一年他總共打進10球; 他在11月當選英格蘭足球議會全國聯賽最佳球員。 同年12月13日，瓦迪在足總盃第二圈重賽作客2:0擊敗约维尔的比賽中打進確保勝局的一球。
2012年1月1日，瓦迪在6:0大勝修夫港的比賽中個人梅開二度，在6天之後俱樂部在德比戰暨足總盃第三圈中主場1:5慘敗予黑池。在比賽之後，,黑池主教練伊恩·霍洛韦為他開出75萬鎊的轉會費，但因為費列活特堅持要100萬鎊和租借回俱樂部而所拒絕。 他在新年後的4場比賽合共打進6球。 同年2月21日，他在聯賽中上演第2次的帽子戲法，協助俱樂部6:2大勝艾贝斯费特联導致費列活特與榜首的雷克斯汉姆只有2分的差距。 同年4月13日，瓦迪在2:2戰平林肯城的比賽中為費列活特梅開二度; 雷克斯汉姆在接下來的1天戰平格林斯比镇因而導致費列活特奪得該賽季足球議會全國聯賽冠軍錦標以及首次升上英格兰足球联赛作賽。 瓦迪在該賽季的足球議會全國聯賽合共打進31球並成聯賽神射手。

### 莱斯特城

#### 2012–13賽季
2012年5月17日，莱斯特城宣佈在2012-13賽季簽下瓦迪，據報轉會費為100萬英鎊，打破業餘球員的轉會費紀錄，在附加條款下更有可能高達170萬鎊。 一天以後，他與俱樂部簽下3年合約直至2015年6月為止。 8月14日瓦迪在英格蘭聯賽盃第一圈4:0擊敗托奎联的賽事中為「狐狸」完成首秀，在普蘭摩爾球場大打整體足球以及用頭球方式打進俱樂部最後一個進球。 4天以後他首次在英格蘭足球聯賽上演首秀，在主場皇權球場2:0擊敗到訪的彼得伯勒联的比賽中助攻予隊友安迪·金攻入一球。 8月25日，他在作客2:1擊敗布力般流浪的比賽中打進首個聯賽進球。在9月，他在對陣班來和米德尔斯堡的比賽中同樣打進制勝球，協助俱樂部同樣以2:1的比分反超對手。 瓦迪在俱樂部的第一個賽季被他自己在場外的行為而不太成功，由於一些莱斯特城的支持者在大眾媒體下的批評，他甚至考慮過離開足球圈子，直到主教練尼格尔·皮尔逊和助理教練奇治·莎士比亞說服他繼續留在俱樂部。

#### 2013–14賽季

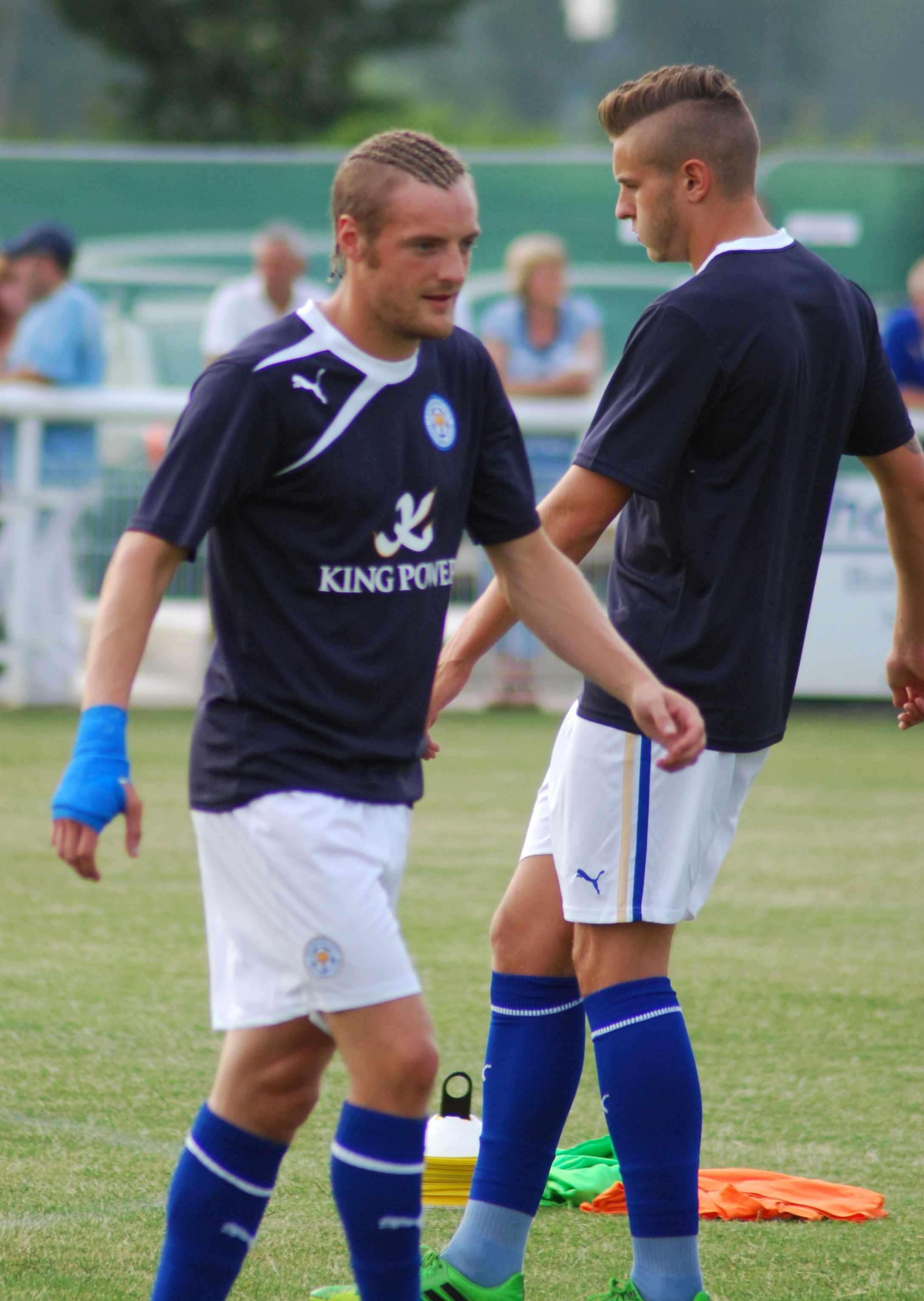
瓦迪在2013年為莱斯特城出戰賽季前友誼賽之前進行熱身

在接下來的賽季中瓦迪的命運帶來了大逆轉，他確立了自己在俱樂部是一名攻擊性和高效率的射手導致「狐狸」在聯賽榜處於領先優勢。 瓦迪在2014年1月10日4:1大勝本土競爭對手德比郡的比賽中進球和贏得一個點球以及確保了「狐狸」在英冠聯賽的榜首位置。 瓦迪在賽季結束後以16個進球幫助莱斯特城來年升上英超聯賽，也得到俱樂部賽季最佳球員獎項。

#### 2014–15賽季
2014年8月19日，瓦迪與俱樂部延長合約至2018年夏天。 在因傷缺席開季2場比賽後，他在2014年8月31日完成自己在英超的首秀，在主場1:1戰平兵工廠的比賽中在下半場以替補身份出場。在9月21日，瓦迪在莱斯特城主場對陣曼聯的賽事中射入首個英超進球並交出另外4個助攻，協助俱樂部從落後1:3到最後大逆轉5:3擊敗對手。他也在賽後獲得全場最佳球員獎項。
2015年4月11日,瓦迪在「狐狸」3:2客場擊敗西布罗姆维奇的比賽中在最後傷停補時階段打進致勝一球。 他在整個4月有着非一般的進步，當中包括在4月25日作客班來中的致勝球，導致瓦迪被提名為英超每月最佳球員獎項。 瓦迪的出色表現協助莱斯特城自4月4日到2014-15賽季結束後得到22分最終以第14名完全該季賽事，護級成功。他在5月24日聯賽收咧戰主場5:1大勝女王公园巡游者的賽事中獲得進球。

#### 2015–16賽季
2015–16賽季瓦迪在2015年8月8日聯賽開幕戰主場4:2擊敗新特蘭的比賽中取得開季首個進球。 他在9月13日莱斯特城3:2反勝阿士東維拉的比賽中射入扳平比分的一球。 並在9月26日2:5不敵兵工廠的比賽中梅開二度，此時瓦迪已經射入7球，這已經等於他上一個賽季的進球。
10月24日，他在主場對陣水晶宫的比賽中射入全場唯一進球，這是他在英超聯賽中連續7場比賽中進球，也是他在該賽季英超聯賽中的第10個進球。 瓦迪在10月31日打進他的第8個英超聯賽連續進球，並成為繼路德·雲尼斯達萊(2次)和丹尼爾·斯圖里奇以後第3位在英超完成此舉的紀錄，協助俱樂部作客3:2擊敗西布罗姆维奇。 一星期之後，他在2:1擊敗沃特福德的比賽中贏得和射入點球，協肋俱樂部鎖定勝局。讓他得以將自己在英超連續比賽進球的紀錄延至9場，只僅次於雲尼斯特萊英超連續十場比賽進球的紀錄。 瓦迪成為英超首個在單賽季連續九場比賽進球的球員，雲尼斯達萊的10個進續聯賽進球是在2002–2003賽季末到2003–2004賽季所完成。 瓦迪隨着在新賽季良好的表現，他在2015年10月被選為英超每月最佳球員，也是自2000年9月守門員提姆·福勞爾後第一名獲得此獎項的莱斯特城球員。
11月21日，瓦迪在3:0擊敗纽卡斯尔联的比賽中射入首個進球，打平了荷蘭前鋒雲尼斯達萊的英超聯賽連續進球紀錄。一星期之後，他在對陣曼聯的比賽中進球，幫助自己創造新紀錄。 他的紀錄在12月5日作客3:0大勝史雲斯的比賽中終止，紀錄的結束也導致他無法打破谢菲尔德联的傑米·鄧尼在1931–32賽季在英格蘭頂級聯賽連續12場進球的紀錄;但賽果卻導致莱斯特城登上英超榜首。 由於他不停的進球，瓦迪被提名為英超11月份最佳球員， 也成為第5位可以連續獲得每月最佳球員獎項的球員。

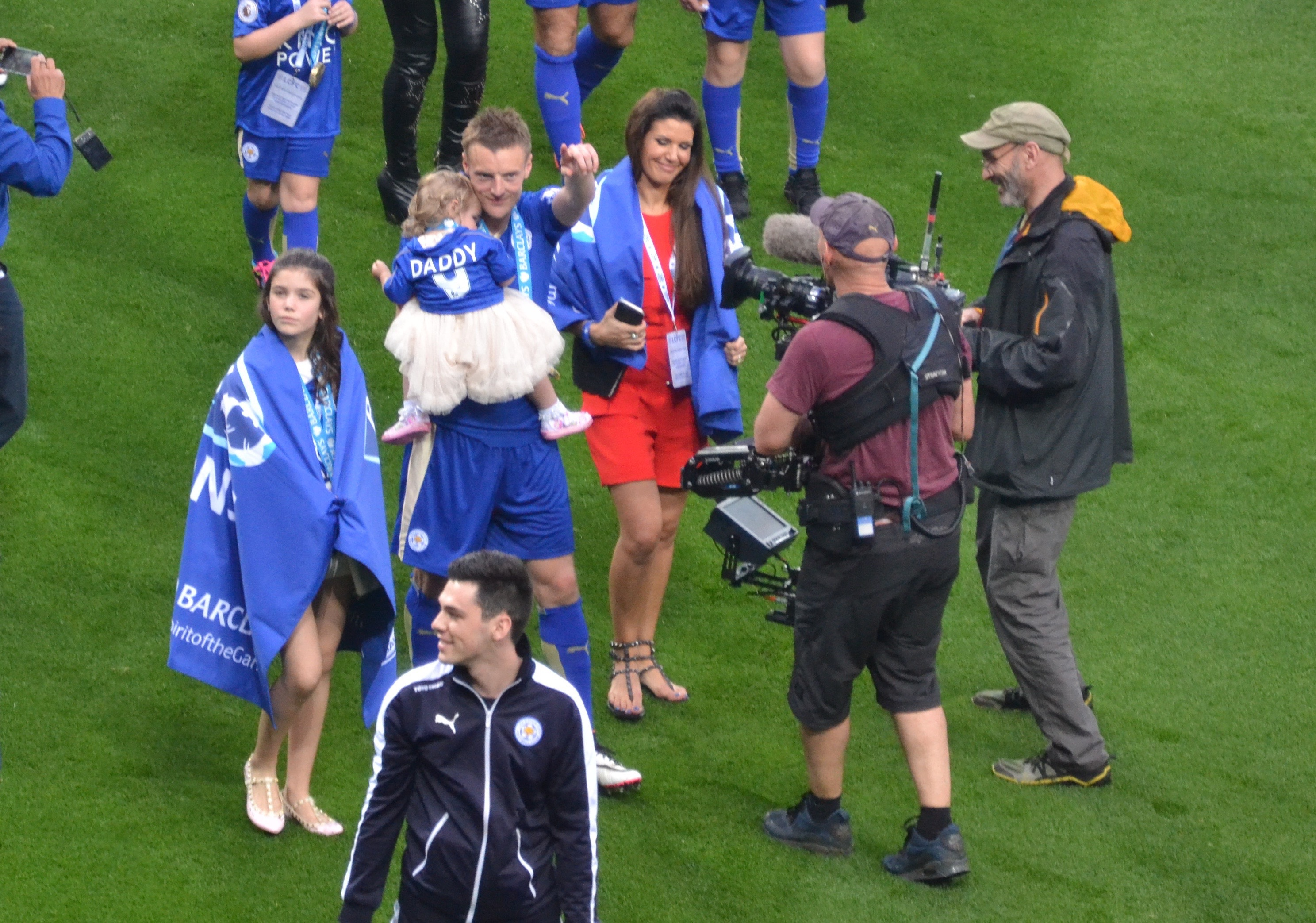
瓦迪在2016年與他的家人為李斯特慶祝其贏得首個英超錦標

直至2016年1月，瓦迪的身價從210萬鎊上升到1880萬鎊，領隊克劳迪奥·拉涅利表示他是「非賣品」。 在2月2日，他在2:0擊敗利物浦的比賽中梅開二度，第一個遠距離窩利進球被對方領隊尤尔根·克洛普形容為「世界級」。4天之後，他與莱斯特城簽下新合約直至2019年，他的週薪也上升到80000鎊。在2016年4月10日，瓦迪在李斯特2:0擊敗新特蘭的比賽中梅開二度(他本賽的第20和第21個進球)，成為自加里·莱因克尔在1984-85賽季在英格蘭頂級聯賽單賽季射入20球以來首位達成此項成就的球員。賽果也導致李斯特隊史上首次晉身歐洲冠軍聯賽資格賽並鎖定前4排名。一週之後，華迪在俱樂部主場2:2逼和西漢姆聯足球俱樂部的賽事中打進賽事中的首個進球，但隨後因為被球證認為他在禁區與安杰洛·奥邦纳的碰撞是假摔而被兩黃一紅驅逐離場。他因在場上行為不儉，在隨後被英足總紀律聆訊被罰停賽兩場並被罰款10,000鎊。並在李斯特最終的爭標奪冠成功中重要的兩場比賽中缺陣。
瓦迪最終以24個入球，與阿古路並列獲得當季英超銀靴，僅比金靴得主凱恩少一球，他也成為四名入選PFA年度最佳陣容的李斯特城球員之一，並榮獲英格蘭足球先生及英超最佳球員。

#### 2016–17賽季
2016年6月3日， 阿仙奴啟動了二千二百萬鎊的解約條款希望收購華迪，令李斯特城提高他的薪酬待遇 。最終，華迪認為阿仙奴不能保證他能在自己合適的位置當上正選，以及兩間阿仙奴及李斯特城兩球會戰術不同為由，拒絕了阿仙奴所提供的合約。最終華迪在6月20日他同意李斯特城為他提供的一份4年的新合同，並在2016年歐洲國家盃結束後簽署。
2016年8月7日，華迪在2016年慈善盾中對曼聯的比賽攻入一球，但球隊仍以1-2落敗。
2016年12月10日，華迪在對曼城的聯賽中攻入三球，替球隊以4-2擊敗對手，不但終止他連續十場比賽的入球荒，亦取得他個人首場連中三元的英超比賽。

#### 2017–18賽季
英超联赛首轮，狐狸客场3比4不敌阿森纳，瓦尔迪两次破门。2017年10月16日，瓦尔迪在狐狸的第200场比赛，帮助狐狸1比1战平西布罗姆维奇。两个星期后，狐狸新教头克劳德·皮埃尔上任的首场比赛，狐狸主场2比0击败埃弗顿，瓦尔迪取得开门红。同年12月23日，瓦尔迪第50场英超比赛，助球队2比2战平曼联。赛季最后一轮，狐狸客场4比5不敌热刺，瓦尔迪梅开二度，英超生涯第二次单赛季进球20枚。2017/18赛季，共代表狐狸出战42场赛事，英超进球23枚，球队积分榜排第9。在客战西布罗姆维奇的比赛中，瓦尔迪的锋线搭档里亚德·马赫雷斯从远端把球长传给他，皮球越过他的肩膀，被他用逆足打进对手龙门，这是他第一次用逆足破门，该球入选BBC赛季最佳进球。

#### 2018–19賽季
2018年8月9日，赛季开始前，瓦尔迪与狐狸续约四年，合同至2022年6月届满。英超首回合，狐狸客场1比2不敌曼联，瓦尔迪在第92分钟为球队挽回一球。第二轮对阵狼队，瓦尔迪在铲球时严重侵犯对方后卫馬特·多赫蒂染红。2019年3月9日，瓦尔迪在狐狸第100场比赛，助狐狸主场3比1战胜富勒姆。2019年4月28日，狐狸主场3比0大胜阿森纳，瓦尔迪连下两城，生涯联赛总进球突破100枚。

#### 2019-20赛季
2020年7月4日，瓦尔迪在与水晶宫的比赛中梅开二度，打进了自己的第100和101个英超进球。
2019-2020赛季英超聯赛中，瓦尔迪打进23球，获得此赛季金靴奖。他也打破德羅巴（2009-10賽季）的紀錄成为了至今为止获得英超金靴奖时年龄最大的球员（33岁198天）。

#### 2020-21赛季
2020年8月6日，瓦尔迪与莱斯特城俱乐部签下了一份新的直到2023年的合同。英格兰时间9月27日，他在与曼城的比赛中上演帽子戏法，帮助莱斯特城5比2拿下比赛。10月25日，莱斯特城1比0战胜阿森纳，瓦尔迪攻入全场唯一一枚进球，帮助莱斯特城自1973年9月以来首次客场击败阿森纳。12月6日，莱斯特城2比1险胜谢菲联，瓦尔迪攻入绝杀球，在庆祝进球的时候踢断了印有彩虹旗的角旗，这面旗帜为石牆組織的彩虹蕾丝（Rainbow Laces）宣传活动而设立的。事后瓦尔迪在角旗上面签名，把旗帜交给莱斯特城的LGBT+球迷组织“狐狸骄傲”（Foxes Pride）。2021年5月15日，瓦尔迪在英格兰足总杯决赛中首发，帮助狐狸1比0击败切尔西，拿下俱乐部首个足总杯冠军。至此，瓦尔迪成为足总杯史上第一位全程参赛（包括预赛）的球员。

#### 2022-23赛季
2022–23赛季英超，莱斯特城面临降级的绝境，瓦尔迪表示球队若能成功保级，将是他职业生涯的巅峰成就。最终莱斯特城在英超积分榜垫底，降级至英冠。

#### 2023-24赛季
2024年4月9日，瓦尔迪在3比0客胜普雷斯顿的比赛中梅开二度，帮助球队拿下2023年至2024年英格蘭足球冠軍聯賽冠军，再次重返英超联赛。

#### 2024-25赛季
2024年6月7日，瓦尔迪宣布与莱斯特城续约一年。8月19日，瓦尔迪在重返英超的首场比赛中攻入绝平球，帮助球队1比1战平热刺。在主场0比1不敌利物浦后，莱斯特城确认降级；赛后瓦尔迪向粉丝致歉，形容2024–25赛季“非常尴尬”。2025年4月24日，瓦尔迪宣布在赛季结束后离开莱斯特城。

## 國家隊生涯
2015年5月21日，瓦迪首次被英格蘭國家隊徵召到和愛爾蘭的友誼賽以及對陣斯洛維尼亞的2016年歐洲國家盃外圍賽。 他在同年6月7日在都柏林的英華球場0:0悶和愛爾蘭的賽事中完成在三獅軍團的首秀，在最後15分鐘以替補身份入替隊長鲁尼。 同年8月30日，瓦迪再次被英格蘭徵召到對陣聖馬力諾和瑞士兩場2016年歐洲國家盃外圍賽的球員名單， 6天之後，他在塞拉瓦莱6:0大勝前者的比賽中首發上陣。瓦迪在2016年3月26日3:2擊敗德國的比賽中取得首個國際賽進球，他以後備身份上陣並接應纳塔涅尔·克莱因的傳球用後腳破網協助英格蘭2:2追平對手。 3天之後他再次取得入球，在溫布萊球場2:1擊敗荷蘭的熱身賽中他打進賽事中的第一球。
在6月15日，在2016歐洲杯英格蘭對陣威爾士的小組賽中上半場踢完以0:1落後，他和斯圖里奇下半場開始時上場替換凱恩和斯特林後分別打進追平分和超前分，助隊伍以2:1逆轉晉級16強。 在本次賽事中，有媒體報導指稱他和隊長魯尼有爭執，但被教練霍奇森否認。
2018年世界杯時他再次入選23人名單。雖然本次大賽中英格蘭久違的重返四強，但基本上教練團最屬意的前場組合還是凱恩和斯特林的搭配，瓦迪只能替補出賽，也沒有太多表現機會。賽後，他跟總教練索斯盖特表示，除非有嚴重傷病導致缺人，不然他不會再配合徵招。

## 踢球風格
與瓦迪同樣從業餘聯賽出道到英超和國家隊的著名球星伊恩·萊特在2015年10月表示瓦迪將會成為英格蘭在2016年歐洲足球錦標賽的薩爾瓦托雷·斯基拉奇：「斯基拉奇，另一個大器晚成的球員，在1990年世界盃足球賽開始前只是一個眾多球星背後的替補球員，在最終成為最佳射手。」 萊特在效力伯恩利期間的前隊友米奇·梅隆為費列伍德將瓦迪簽下，也是一位了解瓦迪的教練。認為瓦迪是一個在第一時間觸球時良好而又勤奮的球員，為防守者製造不斷的麻煩，本能地發揮自己的能力而不是由教練去培訓出來。
隨着他的進球數日益增加，瓦迪為人所知的是他的高工作效率，不斷地跑動以及直接的進攻方法; 他也是一名異常高速和動態前鋒，也是一名有一定制空力以及也用雙腳射門的球員。 英格蘭教練團成員和天空體育台權威人士蓋瑞·奈維爾評論了瓦迪的踢球風格如何影響隊友:「他為球隊的休息設置了節奏和頻率，讓其他球員在他背後沒有任何不努力的藉口。」

## 個人生活
瓦迪的父親是一名裝修工人-Richard Gill而母親為女學生Lisa Clewes。他父親在隨後跟另一女人遠走高飛後，他的母親改嫁予Philip Vardy。Gill在2015年11月被「週日郵報」查獲，他對報館承認，他並不知道他的兒子成為一名職業足球運動員。
在成為職業球員之前，瓦迪在業餘球員時期曾經是一名製造醫療夾板的技工。在2007年，他因為酒吧外毆打的事件而得到定罪，並安裝了六個月電子監察裝置，而他的宵禁令也限制了他在斯托克斯布里奇公園鋼鐵的上場時間。
2015年8月，「週日太陽報」發放一段瓦迪上個月在賭場的影片，他在片中稱一名東亞男人為"Jap"。他隨後以「令人遺憾的錯誤判斷」的方式道歉，繼而被莱斯特城把他帶到一個教育課程作懲罰。
2015年11月，瓦迪推出V9學院計劃，每年為期一週的訓練營旨在提供輔導和指導60個非聯賽的球員，並為他們提供機會從聯賽俱樂部的球探面前展示自己的才華。 同一個月，斯托克斯布里奇公園鋼鐵將他們的主看台命為瓦迪看台。在2015年12月-萊斯特食品生產商步行者帶出了限量版「Vardy咸」馬鈴薯片味，以表彰瓦迪的不斷的進球。
瓦迪已經與Rebecca Nicholson結婚。在2016年4月，李斯特郡警局調查透過Twitter有關於對瓦迪和Nicholson的一歲女兒的性威脅言論。 兩人在2016年5月25日於柴郡的佩科夫頓城堡完婚，並由前隊友紐根特擔任伴郎。
足球電影一球成名系列的英國作者Adrian Butchart，在2016件2月與瓦迪見面向他套取資料以拍攝他職業生涯的生平電影。
瓦迪是 Dorothy Goodman School的大使，這是一間位於萊斯特郡欣克利的特殊學校。

## 生涯數據

### 俱樂部
最後更新：2025年4月20日
| 俱樂部       | 賽季     | 聯賽                   | 聯賽 | 聯賽 | 足總盃 | 足總盃 | 聯賽盃 | 聯賽盃 | 洲际比赛 | 洲际比赛 | 其他 | 其他 | 總計 | 總計 |
| 俱樂部       | 賽季     | 組別                   | 出場 | 進球 | 出場   | 進球   | 出場   | 進球   | 出场     | 进球     | 出場 | 進球 | 出場 | 進球 |
| ------------ | -------- | ---------------------- | ---- | ---- | ------ | ------ | ------ | ------ | -------- | -------- | ---- | ---- | ---- | ---- |
| 夏利法斯鎮   | 2010–11  | 英格蘭北部超級聯賽     | 33   | 23   | 3      | 1      | —      | —      |          |          | 1    | 1    | 37   | 26   |
| 夏利法斯鎮   | 2011–12  | 英格蘭北議會聯賽       | 4    | 3    | —      | —      | —      | —      |          |          | —    | —    | 4    | 3    |
| 夏利法斯鎮   | 總計     | 總計                   | 37   | 26   | 3      | 1      | 0      | 0      |          |          | 1    | 1    | 41   | 29   |
| 弗利特伍德镇 | 2011–12  | 英格蘭足球議會全國聯賽 | 36   | 31   | 6      | 3      | —      | —      |          |          | 0    | 0    | 42   | 34   |
| 弗利特伍德镇 | 總計     | 總計                   | 36   | 31   | 6      | 3      | 0      | 0      |          |          | 0    | 0    | 42   | 34   |
| 莱斯特城     | 2012–13  | 英冠                   | 26   | 4    | 2      | 0      | 1      | 1      |          |          | 0    | 0    | 29   | 5    |
| 莱斯特城     | 2013–14  | 英冠                   | 37   | 16   | 1      | 0      | 3      | 0      |          |          | —    | —    | 41   | 16   |
| 莱斯特城     | 2014–15  | 英超                   | 34   | 5    | 2      | 0      | 0      | 0      |          |          | —    | —    | 36   | 5    |
| 莱斯特城     | 2015–16  | 英超                   | 36   | 24   | 1      | 0      | 1      | 0      |          |          | —    | —    | 38   | 24   |
| 莱斯特城     | 2016-17  | 英超                   | 35   | 13   | 2      | 0      | 1      | 0      | 9        | 2        | 1    | 1    | 48   | 16   |
| 莱斯特城     | 2017-18  | 英超                   | 37   | 20   | 3      | 2      | 2      | 1      |          |          |      |      | 42   | 23   |
| 莱斯特城     | 2018-19  | 英超                   | 34   | 18   | 0      | 0      | 2      | 0      |          |          |      |      | 36   | 18   |
| 莱斯特城     | 2019-20  | 英超                   | 35   | 23   | 1      | 0      | 4      | 0      |          |          |      |      | 40   | 23   |
| 莱斯特城     | 2020-21  | 英超                   | 34   | 15   | 4      | 0      | 0      | 0      | 4        | 2        |      |      | 42   | 17   |
| 莱斯特城     | 2021–22  | 英超                   | 25   | 15   | 0      | 0      | 1      | 2      | 6        | 0        | 1    | 0    | 33   | 17   |
| 莱斯特城     | 2022–23  | 英超                   | 37   | 3    | 2      | 0      | 3      | 3      | —        | —        | —    | —    | 42   | 6    |
| 莱斯特城     | 2023–24  | 英冠                   | 35   | 18   | 1      | 1      | 1      | 1      | —        | —        | —    | —    | 37   | 20   |
| 莱斯特城     | 2024–25  | 英超                   | 31   | 7    | 1      | 1      | 0      | 0      | —        | —        | —    | —    | 32   | 8    |
| 莱斯特城     | 總計     | 總計                   | 436  | 181  | 20     | 4      | 19     | 8      | 19       | 4        | 2    | 1    | 496  | 198  |
| 生涯總計     | 生涯總計 | 生涯總計               | 597  | 279  | 36     | 12     | 19     | 8      | 19       | 4        | 23   | 13   | 694  | 316  |

1. ↑  欧冠联赛
2. 1 2  社区盾杯
3. ↑  欧洲联赛出赛四场、欧协联出赛两场

### 國家隊
最後更新：直至2018年6月11日
| 國家隊 | 年份 | 上場 | 進球 |
| ------ | ---- | ---- | ---- |
| 英格蘭 | 2015 | 4    | 0    |
| 英格蘭 | 2016 | 10   | 5    |
| 英格蘭 | 2017 | 5    | 1    |
| 英格蘭 | 2018 | 7    | 1    |
| 總計   | 總計 | 26   | 7    |

### 國家隊進球
直至2018年6月11日。瓦迪在英格蘭的進球
| # | 日期           | 比賽場地                     | 喼帽 | 對手   | 進球 | 比數 | 賽事                     | 參考    |
| - | -------------- | ---------------------------- | ---- | ------ | ---- | ---- | ------------------------ | ------- |
| 1 | 2016年3月26日  | 德國柏林奧林匹克體育場       | 5    | 德国   | 2–2  | 3–2  | 友誼賽                   | [ 101 ] |
| 2 | 2016年3月29日  | 英格蘭倫敦溫布萊球場         | 6    | 荷蘭   | 1–0  | 1–2  | 友誼賽                   | [ 138 ] |
| 3 | 2016年5月22日  | 英格蘭曼徹斯特曼徹斯特市球場 | 7    | 土耳其 | 2–1  | 2–1  | 友誼賽                   | [ 139 ] |
| 4 | 2016年6月16日  | 法國朗斯費利克斯-波萊特球場  | 9    |        | 1–1  | 2–1  | 2016年歐洲足球錦標賽     | [ 140 ] |
| 5 | 2016年11月15日 | 英格蘭倫敦溫布萊球場         | 14   | 西班牙 | 2–0  | 2–2  | 友誼賽                   | [ 141 ] |
| 6 | 2017年3月26日  | 英格蘭倫敦溫布萊球場         | 16   | 立陶宛 | 2-0  | 2-0  | 2018年世界杯欧洲区预选赛 | [ 142 ] |
| 7 | 2018年3月27日  | 英格蘭倫敦溫布萊球場         | 21   | 義大利 | 1-0  | 1-1  | 友谊赛                   | [ 143 ] |

## 榮譽

### 俱樂部
夏利法斯鎮
- 英格蘭北部超級聯賽冠軍：2010–11[15]

弗利特伍德镇
- 英格蘭足球議會全國聯賽冠軍：2011–12[28]

李斯特城
- 英格蘭足球冠軍聯賽冠軍：2013–14[35]、2023–24[144]
- 英格兰足球超级联赛冠軍：2015–16
- 英格蘭足總盃冠軍：2020–21[145]
- 英格蘭社區盾冠軍：2021

### 個人
- 英格蘭足球議會全國聯賽每月最佳球員: 2011年11月[22]
- 英格蘭足球議會全國聯賽最佳射手: 2011–12[29]
- 莱斯特城賽季最佳球員: 2013–14[36]
- 英超每月最佳球員: 2015年10月和11月，2019年4月、2019年10月[146]
- 英超赛季最佳球员：2015-16赛季
- 英格兰FWA足球先生：2015-16赛季
- 金球奖第八名：2016年
- PFA年度最佳阵容：2015-16赛季，2019-20赛季
- 英格蘭超級足球聯賽金靴獎:2019-20球季

### 紀錄
- 李斯特城聯賽連續進球次數最多球員: 11次 (2015年8月29日 – 2015年11月28日)[52][147]
- 英超聯賽連續進球次數最多球員: 11次 (2015年8月29日 – 2015年11月28日)[52]

## 外部連結
- Soccerway資料庫：傑米·瓦迪
- 足球数据库：Jamie Vardy的球员统计数据
- 傑米·瓦迪的Instagram帳戶